# 阿部助哉
阿部 助哉（あべ すけや、1914年（大正3年）9月14日 - 1995年（平成7年）4月22日）は、昭和期の農民運動家、政治家。衆議院議員（5期、日本社会党）。

## 経歴
新潟県出身。1938年（昭和13年）早稲田大学専門部法律科を卒業。卒業後は中国に渡り1943年（昭和18年）北支新民会中央総会参事に就任した。
帰国後は、新潟労働基準局職員、電源開発社員、国会議員秘書などを務めた。全日農北蒲原郡協議会の創立に参画し事務局長となり、全日農役員も務めた。1963年（昭和38年）新潟県議会議員に当選した。
1967年（昭和42年）の第31回衆議院議員総選挙で新潟県第2区から日本社会党公認で立候補して初当選。以来、通算5期務める。この間、社会党物価政策副委員長、同政審財政金融政策副委員長などを務めた。農業政策を専門とし衆議院予算委員会などで活躍。1983年（昭和58年）の第37回総選挙には立候補せず、政界から引退した。
1995年4月22日、死去した。80歳没。同年5月16日、特旨を以て位記を追賜され、死没日をもって勲八等から従四位勲二等に叙され、瑞宝章を追贈された。

## 国政選挙歴
- 第31回衆議院議員総選挙（新潟県第2区、1967年1月、日本社会党公認）当選[5]
- 第32回衆議院議員総選挙（新潟県第2区、1969年12月、日本社会党公認）当選[6]
- 第33回衆議院議員総選挙（新潟県第2区、1972年12月、日本社会党公認）当選[6]
- 第34回衆議院議員総選挙（新潟県第2区、1976年12月、日本社会党公認）落選[6]
- 第35回衆議院議員総選挙（新潟県第2区、1979年10月、日本社会党公認）当選[3]
- 第36回衆議院議員総選挙（新潟県第2区、1980年6月、日本社会党公認）当選[3]

## 著作
- 『高度成長政策との闘い』阿部経済研究所、1972年。
- 『黄砂にまみれて : ある特務機関員の青春』時事通信社、1986年。